# Nino Salukvadze
Nino Salukvadze (georgiska: ნინო სალუქვაძე) född 1 februari 1969 i Tbilisi i Sovjetunionen, är en georgisk sportskytt. Salukvadze har vunnit tre olympiska medaljer. Hon vann ett guld och ett silver då hon tävlade för Sovjetunionen år 1988, och ett brons tävlande för Georgien i Peking 2008. 
Salukvadze har deltagit i alla sex olympiska spel som varit mellan 1988 och 2008. Under olympiska sommarspelen 1988 vann Salukvadze, vid 19 års ålder, damernas sportpistolskytte (25 meter) och slutade tvåa i damernas luftpistol (10 meter).
Eftersom Salukvadze tog ett brons på 10 meter luftpistolskytte under OS 2008 har hon garanterat en plats i de nästkommande olympiska spelen, 2012 i London. När Salukvadze vann sitt brons år 2008 pågick ett krig mellan hennes hemland Georgien och Ryssland. Salukvadze vann sitt brons bakom ryskan Natalija Paderina som vann silver. På prispallen gav de varandra en kyss och manade regeringarna till att avsluta kriget.
Vid de olympiska sommarspelen 2012 i London var hon Georgiens fanbärare.